# Möggenweiler
Möggenweiler ist ein Stadtteil von Markdorf im baden-württembergischen Bodenseekreis in Deutschland.

## Geographie
Möggenweiler liegt östlich angrenzend am Rande der Markdorfer Innenstadt direkt unterhalb des Gehrenberges.

## Geschichte
Möggenweiler ist einer der ältesten gewachsenen Stadtteile Markdorfs. Erstmals schriftlich erwähnt wird der Ort als Megenwiler im Jahr 1304 und 1327 als Megenwiller, als bei den Einkünften des Klosters Weißenau Rebanlagen in Megenwiller aufgeführt wurden. Der Name „Möggenweiler“ ist wohl als Weiler des Mögo zu deuten.
1483 war Möggenweiler der Vogtei Markdorf unterstellt. Im Jahr 1511 kam es zu einem verheerenden Brand, dem Möggenweiler gänzlich zum Opfer fiel. 1577 wurden die Bewohner von Markdorf, Möggenweiler und Bergheim durch den Bischof von Konstanz vertraglich verpflichtet, die Straße Markdorf–Ravensburg „bis über das Zollhaus hinaus bis zur Abzweigung nach Teuringen und Hepbach zu unterhalten“. Als Ausgleich für die Wegebaulast wurden sie vom Straßenzoll befreit. Das Möggenweiler Archiv endet mit dem Jahreseintrag 1625.
1787 und 1794 wurde der Möggenweiler Gemeindewald auf die 16 Höfe verteilt. Jeder Hof bekam einen kleinen, zumeist handtuchartigen Streifen des jeweiligen Gewanns zugeteilt.
Um 1900 war die Wasserversorgung der Stadt Markdorf so schlecht, dass der Gemeinderat beschloss, eine sechs Kilometer lange Wasserleitung von Harresheim nach Möggenweiler zu verlegen und dort ein Wasserreservoir bauen zu lassen, das 1908 eingeweiht wurde, 1904 wurde Möggenweiler an die öffentliche Wasserversorgung angeschlossen. Der Anschluss an Strom und Telefon erfolgte 1921. Der Telefonanschluss im Gasthaus Paradies diente lange Zeit als öffentliche Fernsprechstelle. Im Jahr 1959 wurden in Möggenweiler die Straßen asphaltiert und 1966 Straßennamen vergeben. Heute gibt es sechs Straßen: Buchenweg, Eichenweg, Hochwaldstraße, Paradiesweg, Möggenweilerstraße und Anton-Reichle-Straße. Letztere wurde 1966 nach dem damaligen Albvereinsmitglied Anton Reichle benannt, der sich sehr für die Instandsetzung von Wanderwegen eingesetzt hatte.
Der Dorfcharakter des gewachsenen Ortsbildes war einst durch Landwirtschaft geprägte, heute ist Möggenweiler eine sehr beliebte Wohngegend ohne nennenswertes Gewerbe.

### Religion
Bis 1448 war Möggenweiler Filial zur Pfarrei Bermatingen. „Wegen der weiten und bisweilen in Kriegsläufen unsicheren Weges“ wurde Möggenweiler von der Mutterkirche Bermatingen getrennt und der Pfarrkirche Markdorf unterstellt.

### Einwohnerentwicklung
Umfasst Möggenweiler 1549/50 laut einer Einwohnerliste der Stadt Markdorf 24 Häuser, so sind es laut Abfallwirtschaftsamt im Jahr 2015 68 Haushalte mit 172 Einwohnern, davon sind 85 männlich und 87 weiblich (Stand: 1. März 2015). Die Bevölkerung setzt sich teils aus sehr alteingesessenen Familien, teils aus Zugezogene zusammen.

## Kultur und Sehenswürdigkeiten

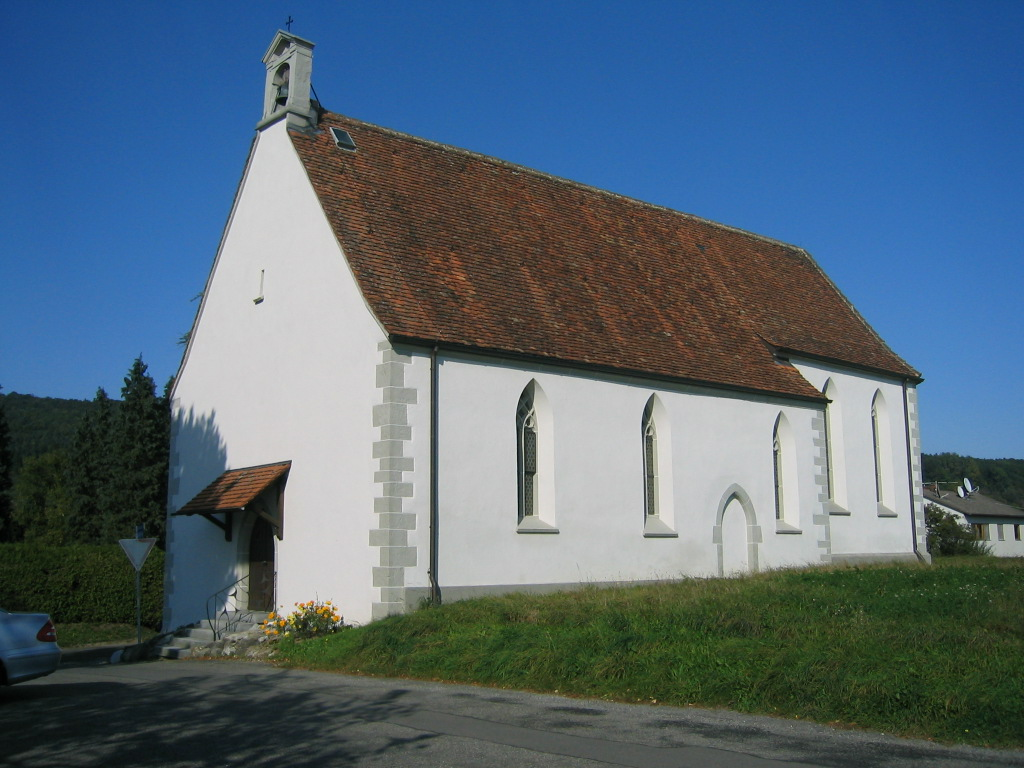
Kapelle St. Wolfgang

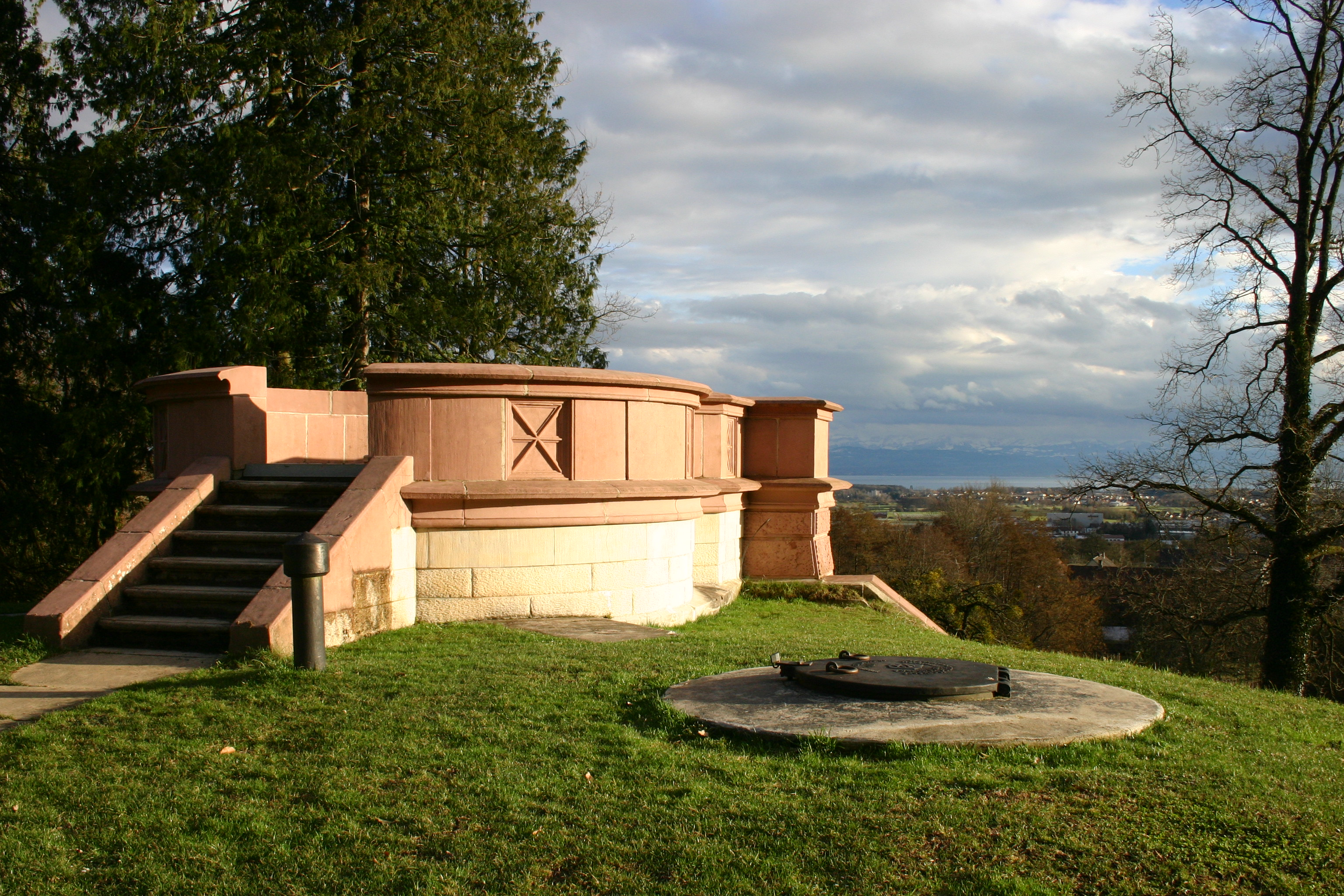
Historischer Wasserspeicher

### Bauwerke
- Die Kapelle St. Wolfgang an der Möggenweilerstraße stammt wohl aus dem 14.[5] respektive 15. Jahrhundert[4]. Der älteste Beleg stammt aus dem Jahr 1450, in den Urkunden des Stadtarchivs Markdorf findet sich ein Eintrag von 1543.[3] Bis 1700 war die Wolfgangskapelle „Unsere Lieben Frau“ geweiht.[4] Der spätgotische, verputzte Saalbau mit Langchor und Dachreiter sowie Ausstattungsstücken aus mehreren Jahrhunderten ist denkmalgeschützt.[5] Er wurde im 17. Jahrhundert und um 1900 verändert.[5] Ab 1705 rief die Glocke der Kapelle die Menschen morgens, mittags und abends zum Gebet. 1980 wurde ein neues Podest eingebaut, Bänke aus der Pfarrkirche aufgestellt und der Innensockel neu verputzt und gestrichen. Die Kapelle ist seit Generationen als Marienwallfahrtsort bekannt.[3]
- Der Historische Wasserspeicher wurde zwischen 1903 und 1904 erbaut.
- Der Dorfbrunnen steht bereits seit mindestens 1945, wenn nicht noch früher.[2]

### Veranstaltung
Möggenweiler ist ein Stadtteil mit dorfähnlichen, ländlichem Charakter. Dorfprägend ist die Fasnacht, das Hansafüratle und das Möggenweiler Fest. Möggenweiler stellt seinen eigenen Narrenbaum und einen Funken.

### Sonstiges
Der Parkplatz Vogelsang ist Startpunkt für viele Wanderwege, unter anderem für den Markdorfer Premiumwanderweg „Gehrenberg GuckinsLand“. Zudem führt an Möggenweiler der Oberschwäbische Jakobsweg von Ulm nach Konstanz vorbei.
← Vorhergehender Ort: Leimbach | Möggenweiler | Nächster Ort: Markdorf →

Ulmer Münster |
Ulm |
Grimmelfingen |
Einsingen |
Erbach |
Donaurieden |
Oberdischingen |
Ersingen |
Rißtissen |
Untersulmetingen |
Obersulmetingen |
Schemmerberg |
Äpfingen |
Laupertshausen |
Mettenberg |
Biberach an der Riß |
Reute |
Grodt |
Muttensweiler |
Steinhausen |
Wallfahrtskirche Steinhausen |
Winterstettenstadt |
Bad Waldsee |
Bergatreute |
Weingarten |
Ravensburg |
Brochenzell
Östliche Route:
Meckenbeuren |
Tettnang |
Gießenbrücke |
Heiligenhof |
Atlashofen |
Hüttmannsberg |
Gattnau |
Arensweiler |
Selmnau |
Hattnau |
Nonnenhorn
Westliche Route:
Rammetshofen |
Unterteuringen |
Hepbach |
Leimbach |
Möggenweiler |
Markdorf |
Meersburg |
Bodensee |
Staad |
Konstanz |
Konstanzer Münster